# Phyllodytes edelmoi
Phyllodytes edelmoi är en groddjursart som beskrevs av Peixoto, Caramaschi och Freire 2003. Phyllodytes edelmoi ingår i släktet Phyllodytes och familjen lövgrodor. IUCN kategoriserar arten globalt som otillräckligt studerad. Inga underarter finns listade i Catalogue of Life.